# Les Hauts-Geneveys
Les Hauts-Geneveys är en ort i kommunen Val-de-Ruz i kantonen Neuchâtel i Schweiz. Den ligger cirka 7,5 kilometer nordväst om Neuchâtel. Orten har 961 invånare (2023).
Orten var före den 1 januari 2013 en egen kommun, men slogs då samman med kommunerna Boudevilliers, Cernier, Chézard-Saint-Martin, Coffrane, Dombresson, Engollon, Fenin-Vilars-Saules, Fontainemelon, Fontaines, Les Geneveys-sur-Coffrane, Le Pâquier, Montmollin, Savagnier och Villiers till den nya kommunen Val-de-Ruz.